# The Riot Squad
The Riot Squad est un groupe pop de Londres formé en 1964 et recomposé à deux reprises, le saxophoniste Bob Evans en étant le seul permanent. David Bowie en prend la tête en 1967, et enregistre avec lui ses premières compositions. Le groupe se sépare définitivement à son départ la même année.

## Carrière
Le groupe se forme à la fin 1964 avec Ron Ryan (guitare), Graham Bonney (chant), Bob Evans (saxophone), Mark Stevens (claviers), Mike Martin (basse) et Mitch Mitchell (batterie). Il est emmené et produit par Larry Page.
Ron Ryan (né Ronald Patrick Ryan le 20 avril 1940, Islington, au nord de Londres) a, plus tôt dans la décennie, écrit des chansons et des arrangements pour The Dave Clark Five, sans être crédité dans la plupart des cas. Il quitte The Riot Squad au début de 1965.
Le seul membre permanent du groupe est Bob Evans. Après une première séparation du groupe, il le recompose avec Len Tuckey (guitare), Brian Davies (basse), Roger Crisp (basse), Terry Clifford (guitare), Butch Davis (piano) et Derek "Del" Roll (batterie). La production est alors assurée par Joe Meek.
Au début de 1967, David Bowie les rejoint, qui à l'époque enregistre des morceaux pour son premier album éponyme. Le groupe compte alors six membres : Bowie (chant, guitare, guimbarde), Rod "Rook" Davies (guitare principale), Brian "Croak" Prebble (basse, chant), Bob Evans (saxophone ténor, flûte, chant), George "Butch" Davis (claviers) et Derek "Del" Roll (batterie). Ils enregistrent plusieurs morceaux, dont une reprise de I'm Waiting for the Man du Velvet Underground, et une composition originale de Bowie, Little Toy Soldier dont le refrain reprend presque mot pour mot celui de Venus in Furs des Velvets. Ces chansons et d'autres mettant en vedette David Bowie ont été publiées en 2012 sur The Last Chapter: Mods & Sods.
I Take It That We're Through a été inclus dans la compilation Spacelines organisée en 2004 par Peter Kember de Spacemen 3.

## Discographie
- Anytime / Jump ( Pye 7N 15752, janvier 1965)
- I Wanna Talk About My Baby / Gonna Make You Mine (Pye 7N 15817, juin 1965)
- Nevertheless / Not a Great Talker (Pye 7N 15869, septembre 1965)
- Cry, Cry, Cry / How Is it Done (Pye 7N 17041, janvier 1966)
- I Take it That We're Through / Working Man (Pye 7N 17092, avril 1966)
- It's Never Too Late to Forgive / Try to Realise (Pye 7N 171730, juillet 1966)
- Gotta Be a First Time / Bittersweet Love (Pye 7N 17237, 1967)